# Twyman-Stokes Teammate of the Year Award
Der Twyman-Stokes Teammate of the Year Award (dt.: Twyman-Stokes-Preis für den Teamkameraden des Jahres) ist eine seit 2013 jährlich verliehene Auszeichnung der National Basketball Association (NBA) für selbstloses Spiel, vorbildliches Verhalten als Mentor auf und abseits des Spielfeldes, sowie Engagement für und Hingabe an das Team.
Ein Gremium verdienter NBA-Legenden nominiert dafür zunächst zwölf Spieler, je sechs aus Eastern und Western Conference, und alle wahlberechtigten NBA-Spieler vergeben daraufhin zehn, sieben, fünf, drei und einen Punkt an fünf Nominierte, die nicht ihrem eigenen Team angehören.
Der Gewinner wird bei der jährlichen Verleihung der NBA-Preise mit einer von Marc Mellon geschaffenen Skulptur geehrt, die Jack Twyman und Maurice Stokes darstellt und darf einen wohltätigen Zweck bestimmen, an den die NBA eine Überweisung von 25.000 Dollar vorzunehmen hat.
Preisträger der ersten Verleihung 2013 war Chauncey Billups. Jrue Holiday gewann den Preis dreimal. 2022, ohne die meisten Stimmen für den ersten Platz auf sich zu vereinen.

## Hintergrund
Jack Twyman und Maurice Stokes kamen beide aus Pittsburgh, studierten zur gleichen Zeit (an unterschiedlichen Hochschulen) und wurden 1955 von den Rochester Royals, die 1957 nach Cincinnati umzogen und heute die Sacramento Kings sind, in der NBA-Draft 1955 ausgewählt. Beide wurden mehrfach ins All-NBA Team und zum All-Star gewählt. Stokes stellte 1957 außerdem einen Rebound-Saisonrekord auf und wurde Rookie des Jahres 1956. Twyman und Stokes wurden mit den Klassen von 1983 und 2004 als Spieler in die Naismith Memorial Basketball Hall of Fame aufgenommen.
Stokes schlug am 12. März 1958 im letzten Spiel der regulären Saison mit dem Kopf auf dem Parkett auf und wurde bewusstlos. Nach seiner Wiederbelebung spielte er das Spiel als Top-Scorer zu Ende. Auf dem Rückflug von einem Play-off-Spiel gegen die Detroit Pistons drei Tage später verschlechterte sich sein Zustand, er fiel vorübergehend ins Koma und war auf Grund einer Enzephalopathie vollständig gelähmt. Stokes konnte sich später durch Augenblinzeln verständigen und begrenzt bewegen.
Weil es zum damaligen Zeitpunkt noch keinen Arbeitsschutz in der NBA gab, organisierte Jack Twyman Benefiz-Basketballspiele mit prominenten Spielern, um für Stokes' Behandlungskosten aufzukommen. Diese jährlichen Spiele wurden später von Golf-Turnieren für Profis und Amateure abgelöst. Twyman war außerdem Rechtsvormund von Stokes und besuchte ihn bis zu dessen Tod im Jahre 1970 regelmäßig im Krankenhaus.

## Die Preisträger
 – Mitglied der Naismith Memorial Basketball Hall of Fame als Spieler

 – Aktiver Spieler der Saison 2024/25

| Saison  | Preisträger      | Team                   |
| ------- | ---------------- | ---------------------- |
| 2012/13 | Chauncey Billups | Los Angeles Clippers   |
| 2013/14 | Shane Battier    | Miami Heat             |
| 2014/15 | Tim Duncan       | San Antonio Spurs      |
| 2015/16 | Vince Carter     | Memphis Grizzlies      |
| 2016/17 | Dirk Nowitzki    | Dallas Mavericks       |
| 2017/18 | Jamal Crawford   | Minnesota Timberwolves |
| 2018/19 | Mike Conley, Jr. | Memphis Grizzlies      |
| 2019/20 | Jrue Holiday     | New Orleans Pelicans   |
| 2020/21 | Damian Lillard   | Portland Trailblazers  |
| 2021/22 | Jrue Holiday     | Milwaukee Bucks        |
| 2022/23 | Jrue Holiday     | Milwaukee Bucks        |
| 2023/24 | Mike Conley, Jr. | Minnesota Timberwolves |
| 2024/25 | Stephen Curry    | Golden State Warriors  |